# Albiano
Albiano is een gemeente in de Italiaanse provincie Trente (regio Trentino-Zuid-Tirol) en telt 1483 inwoners (31-12-2004). De oppervlakte bedraagt 10,0 km², de bevolkingsdichtheid is 148 inwoners per km².
De volgende frazioni maken deel uit van de gemeente: Barco di Sopra, Barco di Sotto.

## Demografie
Albiano telt ongeveer 537 huishoudens. Het aantal inwoners steeg in de periode 1991-2001 met 3,4% volgens cijfers uit de tienjaarlijkse volkstellingen van ISTAT.
| Jaar | Inwoneraantal |
| ---- | ------------- |
| 1991 | 1400          |
| 2001 | 1447          |

## Geografie
De gemeente ligt op ongeveer 644 m boven zeeniveau.
Albiano grenst aan de volgende gemeenten: Giovo, Cembra, Lona-Lases, Lisignago, Trento, Fornace, Civezzano.

## Externe link

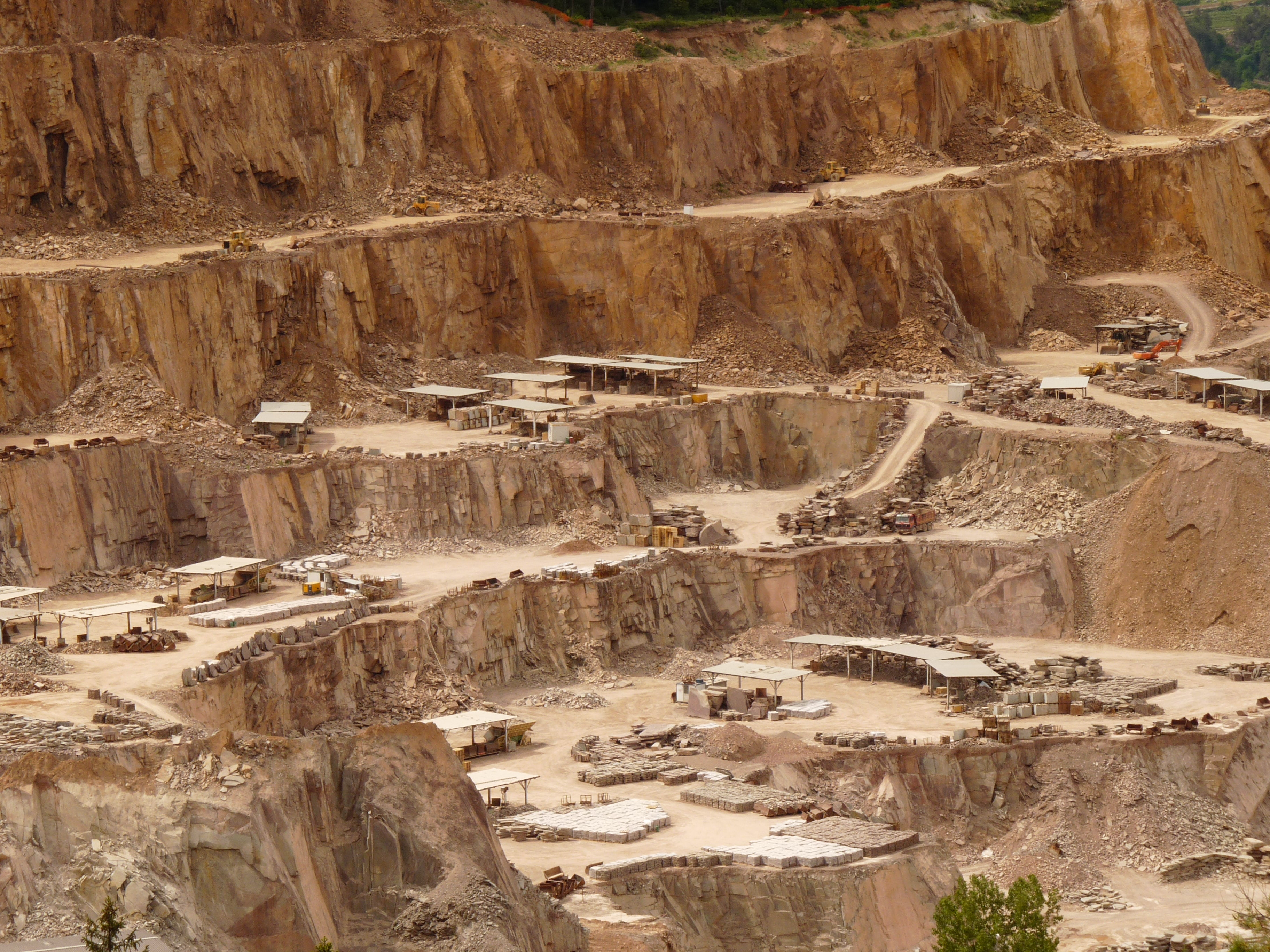
Mijn in Albiano